# Ellenie Salvo González

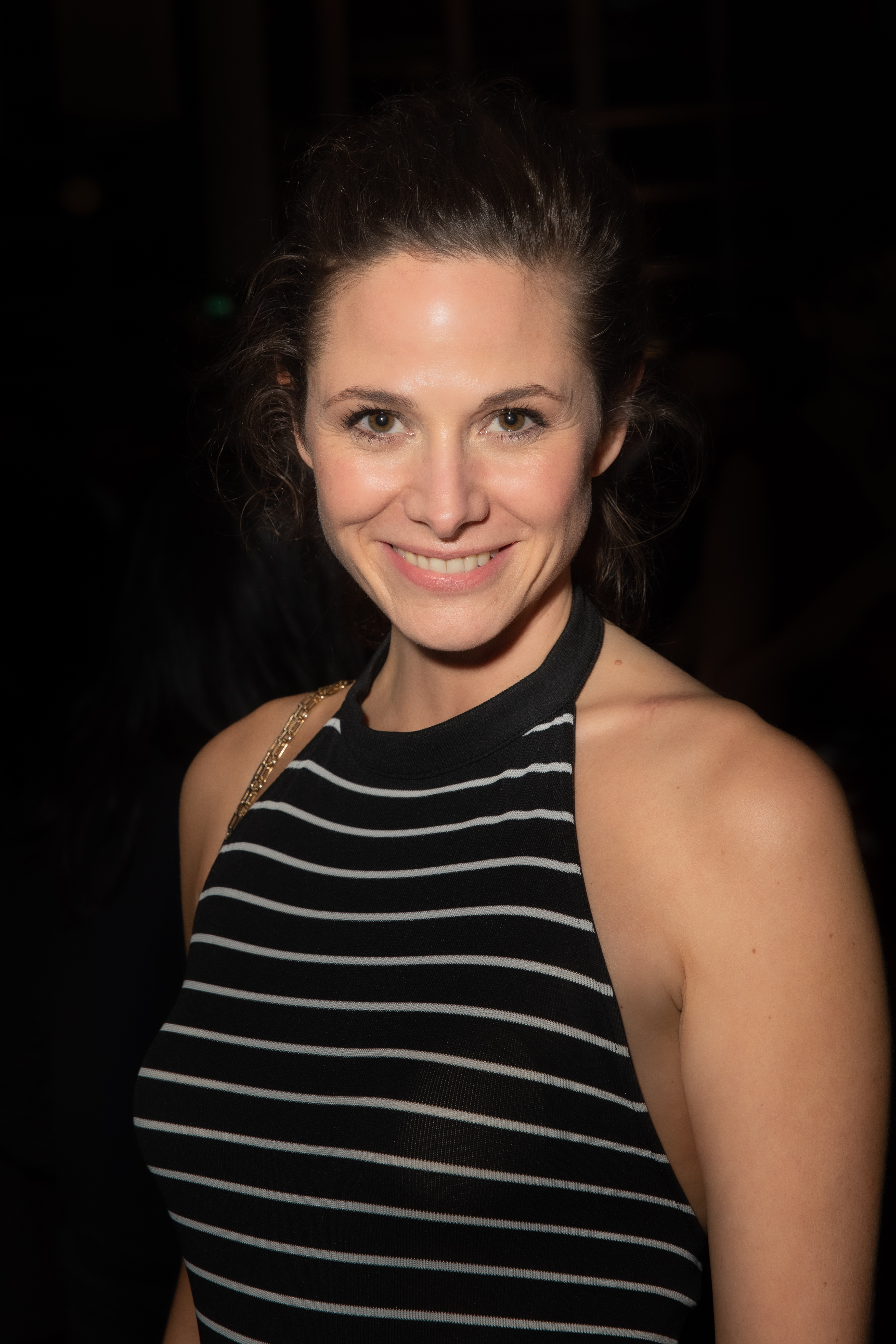
Ellenie Salvo González (2019)

Ellenie Salvo González (* 26. Februar 1979 in Berlin) ist eine deutsche Schauspielerin.

## Leben
Ellenie Salvo González wuchs als Tochter eines chilenischen Ingenieurs und einer deutschen Fotografin mit ihrem Bruder in Berlin auf und war Schülerin des Lycée Français de Berlin. Als kleines Mädchen besuchte sie jährlich das Berlinale-Kinderfilmfest, spielte Theater und drehte dann mit 15 Jahren einen ersten Kurzfilm: Die Schuhe mit Studenten der DffB. Mit 17 Jahren gründete sie ihre erste Wohngemeinschaft und verbrachte, nach dem Abitur am Berliner Friedrich-Ebert-Gymnasium, einige Zeit im Ausland und in der Heimat ihres Vaters.
Zurück in Deutschland absolvierte Ellenie Salvo González von 2002 bis 2006 ihr Schauspielstudium an der Universität der Künste in Berlin. Während der Ausbildung hatte sie Auftritte in TV-Reihen wie Wolffs Revier, Alarm für Cobra 11 oder Soko Leipzig und spielte Hauptrollen in den Kurzfilmen Alexa Affair (2004) sowie Kakao und Maroni (2005). Vor ihrem Diplomabschluss gab sie an der Seite von Michael "Bully" Herbig und Christoph Maria Herbst ihr Kinodebüt im Film Hui Buh – Das Schlossgespenst (2006), in dem sie unter der Regie von Sebastian Niemann als Zofe Konstanzia der Gräfin Leonore zu sehen war.
In der Folge wirkte Ellenie Salvo González in einer Reihe von Fernseh- und Kino-Produktionen mit, darunter Peter Gersinas Romantic Comedy Im Namen der Braut und die Kinofilme TELL – Jeder Schuss ein Treffer (2007) von Mike Eschmann und Vollidiot (2007) von Tobi Baumann. 2010 spielte sie in der Utta-Danella-Verfilmung Prager Geheimnis die uneheliche Filmtochter von Peter Weck und stand gemeinsam mit Tom Gerhardt für die RTL-Movie-Komödie Der Blender vor der Kamera. 2012 spielte González die liebenswerte Chaotin Katja Neumann (Hauptrolle) in der Büro-Sitcom Sekretärinnen – Überleben von neun bis fünf, eine Rolle, die sie bereits in der Pilotfolge aus dem Jahr 2011 verkörperte. 2013 war sie erstmals in der Reihe Kommissar Marthaler mit Matthias Koeberlin in der Rolle der Tereza zu sehen, die sie mittlerweile in fünf Folgen gespielt hat. 2016 spielte sie in der Berliner Kinokomödie Wie Männer über Frauen reden die weibliche Hauptrolle neben Frederick Lau, Barnaby Metschurat und Oliver Korittke.
Ellenie Salvo González lebt in Berlin.

## Filmografie
- 2000: Zwischen den Stunden
- 2001: Zahltag
- 2004: Abstiegsspiel
- 2004: The Alexa Affair
- 2004: Wolffs Revier – Diplomatie am Ende
- 2004: Alarm für Cobra 11 – Die Autobahnpolizei – Um jeden Preis
- 2005: SOKO Leipzig – Made in China
- 2006: Hui Buh – Das Schlossgespenst
- 2006: Kakao und Maroni
- 2006: Im Namen der Braut
- 2007: Verschleppt – Kein Weg zurück
- 2007: Alarm für Cobra 11 – Die Autobahnpolizei – Die Partner
- 2007: Tell
- 2007: Vollidiot
- 2007: Die Überflüssigen
- 2007: Flamenco Surealisto
- 2009: Locked
- 2009: Phantomschmerz
- 2011: Alarm für Cobra 11 – Die Autobahnpolizei – Viva Colonia
- 2011: Der Kriminalist – Grüsse von Johnny Silver
- seit 2012: Kommissar Marthaler (Krimireihe)
- 2012: Die Braut im Schnee
- 2012: Der Blender
- 2012: Du hast es versprochen
- 2012: Utta Danella – Prager Geheimnis
- 2013: IK1 – Touristen in Gefahr – Laos
- 2013: Partitur des Todes
- 2013, 2020: Sekretärinnen – Überleben von 9 bis 5
- 2014: Um Himmels Willen – Das Wunder von Fátima
- 2015: SOKO Köln – Nach all den Jahren
- 2015: Ein allzu schönes Mädchen
- 2015: Engel des Todes
- 2016: Wie Männer über Frauen reden
- 2016: Heldt – Der Sechser im Lotto
- 2016: SOKO Wismar – Stille Wasser
- 2017: Das Nebelhaus
- 2017: Inga Lindström – Verliebt in meinen Chef
- 2017: Die Sterntaler-Verschwörung
- 2014: Um Himmels Willen – Zwei Väter
- 2018: Das Traumschiff – Los Angeles
- 2019: Traumfabrik
- 2023: Ein Fall für zwei –  Am Ende des Regenbogens (Fernsehserie)
- 2024: Wo wir sind, ist oben (Miniserie)